# Тетрахидроканабинол
THC (Тетрахидроканабинол, Δ9-тетрахидроканабинол или Дронабинол) е естествена съставка и основното психоактивно вещество в канабиса (Cannabis indica). В процеса на еволюция растението вероятно е развило способността да синтезира тетрахидроканабинол като средство за защита от тревопасни животни.

## Физични и химични свойства
Тетрахидроканабинолът в чистата си форма е прозрачно и твърдо вещество при ниски температури, а при нагряване става течност с висока вискозност. Поради наличието на основно хидрофобни групи в молекулярната структура на тетрахидроканабинола, неговата разтворимост във вода е изключително ниска. Съответно разтворимостта на THC в органични разтворители както и в алкохол е висока. Химично THC е ароматен терпен.

## Фармакология
Тетрахидроканабинолът прониква в организма чрез дифузия през клетъчната мембрана и след свързване с плазма-протеини (поради изкючителната хидрофобност на молекулата свободната концентрация в плазмата е много ниска) бива транспортиран до централната нервна система. Тук THC проявява фармакологичния си ефект като частичен агонист на CB1-рецепторите на ендоканабиноидната система. Наблюдава се и известен ефект върху μ1-опиоид-рецепторите в мезолимбичната система и по-специално Ncl. accumbens.

## Ендоканабиноидна система и CB-рецептори
Ендоканабиноидната система вкючва CB1- и CB2-рецепторите, при което първите са широко разпространени в централната нервна система (но и в други клетки като адипоцити, хепатоцити, тиреоцити както и в мъжките и женски полови органи). CB1-рецепторът е вероятно един от най-широко разпростанените G-протеин рецептори в централната нервна система. Нивото на неговата експресия обаче варира в различните региони, при което най-широкото разпространение се наблюдава в мозъчната кора (кортикално-Neocortex, Cortex pyriformis, Hippocampus и Corpora amygdaloidea), в базалните ганглии, таламуса и хипоталамуса. В мозъчния ствол (Truncus encephali и Medulla oblungata), където се намират жизненоважни центове, като центъра на дишането, плътността на CB1-рецепторите е сравнително ниска. CB2-рецепторите се срещат основно в мастната тъкан, мускулатурата, черния дроб и в гастро-интестиналния тракт, където те са модулатори на енергийния метаболизъм чрез модификация на приема (чрез модулиране чувството на глад), синтеза (неогенеза в хепатоцитите) и усвояването (мускулатура) на мастни киселини.
Психотропното действие на THC се основава на неговото интегриране с CB1-рецепторите (THC е агонист на CB-рецепторите). Функцията на тези рецептори се обяснява със следния механизъм: активирането на пресинапсния (първия, активиращия) неврон с последващо освобождаване на невротрансмитери (напр. глутамат) води до активиране на Ca2+канали в постсинапсната мембрана (втората, активираната). Ако натрупването на калций в постсинапсния неврон е в достатъчно големи размери биват активирани все още недостатъчно излседвани ензими, които синтезират тъй наречените ендоканабиноиди (анандамид и 2-арахидинил-глицерид) от арахидонилова киселина в клетъчната мембрана. След като биват освободени, ендоканабиноидите дифундират до пресинпасната мембрана, където се свързват с там разположените CB1-рецептори и в крайна сметка инхибират освобождаването на глутамат. CB1-рецепторите представляват Gi-протеин-рецептори, които инхибират ензима анденилат-циклаза намалявайки концентрацията на cAMP. Това води до промяна в активността на cAMP-зависими протеинкинази, което в крайна сметка води до активиране на К+канали и инхибиране на Ca2+канали, което от своя страна причинява хиперполяризация на пресинапсната мембрана с последващо инхибиране на невротрансмисията. CB-рецепторите са интересен пример за механизмите на модулиране на невротрансмисията, тъй като използват т.нар. ретроградна трансмисия, при която информацията се предава в обратна на нормалната посока – от постсинапсно към пресинапсно.

## Фармакодинамика
Употребата на тетрахидроканабинол (основно под формата на пушене на марихуана) води до разнообразни психоатропни и соматични ефекти, които индивидуално могат сериозно да варират. Психоактивните ефекти са основно – лека еуфория, отпускане, летаргия (мързел), повишено възприятие на хумора, повишено чувство на себевъзприятие, креативно и философско мислене, усилване на либидото, но и параноя и чувство на страх. Ефектът на THC вурху телесните функции е инициално тахикардия (сърцебиене) и хипотония, които отслабват при хронично употреба, зачервяване на очите (чрез дилатация на артериолите на конюктивата), потискане на слюноотделянето и стимулиране на чувтвото на глад. Психоактивните ефекти обикновено траят до 4 – 6 часа, докато ефекта върху апетита може да продължи до 24 часа. THC има ниска токсичност като LD50 при опитните плъхове е определен на 42 mg/kg при инхалиране. Трябва да бъде отбелязано, че токсичността при животните и хората може да се различава. Смъртен случай от свръхдоза THC до този момент никога не е бил регистриран.

## Фармакокинетика
При орална употреба абсорбирането на THC достига 90 – 95%, но поради силно изразения First-pass-ефект само 10 – 20% достигат до системната циркулация. Обемът на разпределение е висок с около 10 L/kg. Поради изразената хидрофобност на THC-молекулата свързването с плазмапротеини е около 97%. След метаболизиране в черния дроб THC се отделя основно фекално чрез секреция в жлъчния секрет, както и с урината. Метаболитите на тетрахидроканабинола могат да бъдат открити в организма до 5 – 6 седмици след инициален прием, а със специални методи, като изследването на мастната тъкан или косата, може да бъде и доказана и години след употреба.

## Законово положение
Тетрахидроканабинолът е основната психоактивна съставка на марихуаната. В България марихуаната е посочена в списък № 1 на Закона за контрол върху наркотичните вещества и прекурсорите. В този списък са изброени вещества, които според българския законодател са забранени за употреба в хуманната и ветеринарната медицина. В този списък е и хероинът. Придобиването или държането на което и да е било от веществата в този списък се наказва с оглед на чл. 354а от Наказателния кодекс с лишаване от свобода от 1 до 6 години и с глоба от 1000 до 10 000 лева. Производството, преработването, придобиването или държането с цел разпространение се наказва с лишаване от свобода от 2 до 8 години и с глоба от 5000 до 20 000 лева. Когато наркотичните вещества са в голямо количество, наказанието е лишаване от свобода от 3 до 12 години и глоба от 10 000 до 50 000 лв.